# 花月總持寺站

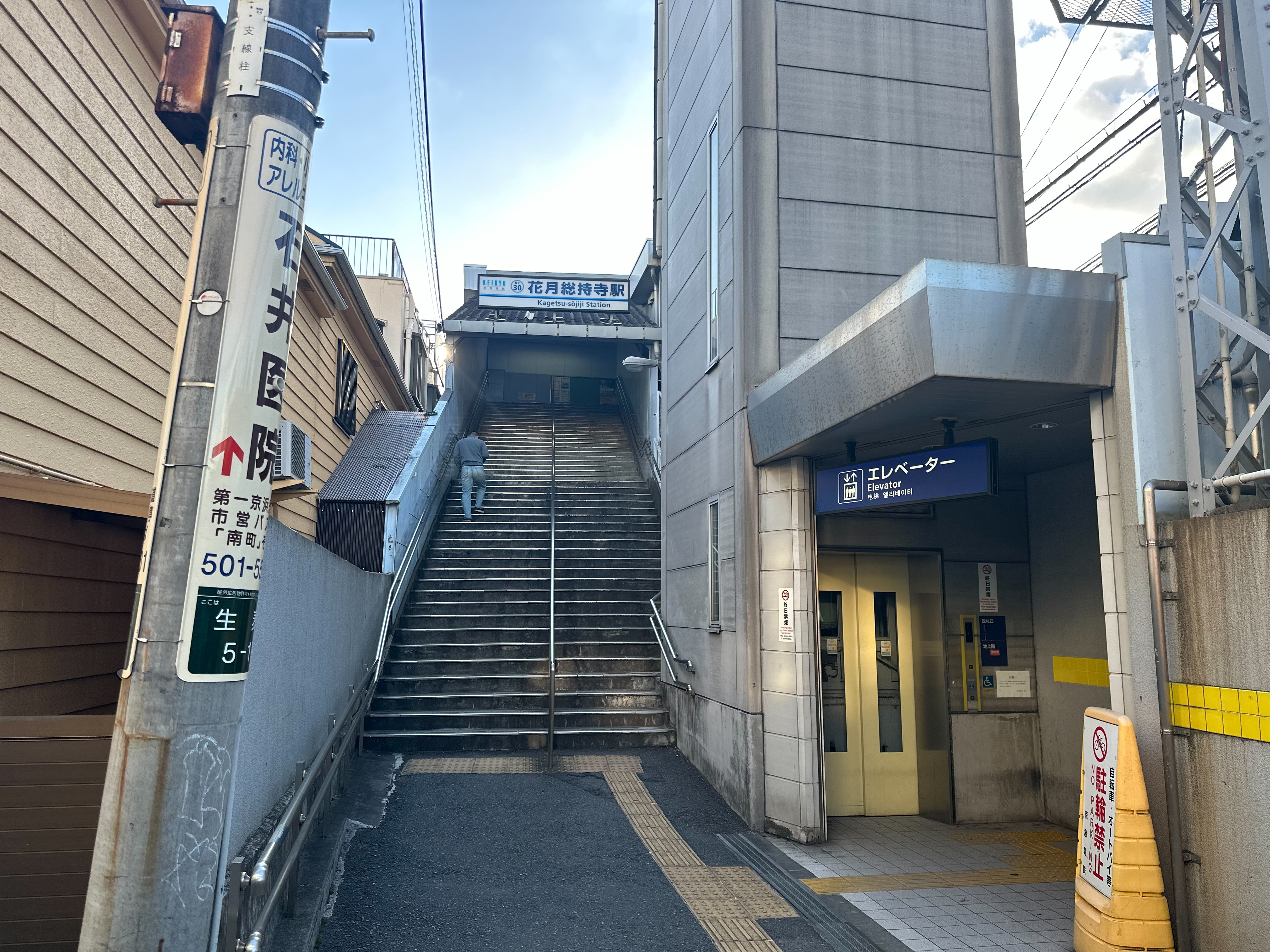
南口(2023年11月)

花月總持寺站（日语：／ Kagetsu-sōjiji eki */?）位於日本神奈川縣橫濱市鶴見區生麥五丁目，是京濱急行電鐵本線的鐵路車站。車站編號是KK30。
過去在花月園競輪開賽日，傍晚的急行會臨時停靠本站，逗子·葉山站始發至神奈川新町站的急行延長至京急川崎站，增開神奈川新町站始發的上行臨時急行，直到1999年（平成11年）7月31日改點為止。

## 年表
- 1914年（大正3年）4月12日 - 車站啟用。
- 1946年 - 花月園閉園。站名維持不變。
- 1971年（昭和46年）12月 - 改建為跨站式站房。
- 1999年（平成11年）7月31日 - 時刻表修改，京急蒲田站 - 新逗子站間的急行廢止，本站不再有急行臨時停車。
- 2020年（令和2年）3月 - 更改站名為花月總持寺車站（花月総持寺駅），為便利旅客識別，加註副站名「舊站名 花月園前」（旧駅名　花月園前）[3]。

## 車站構造

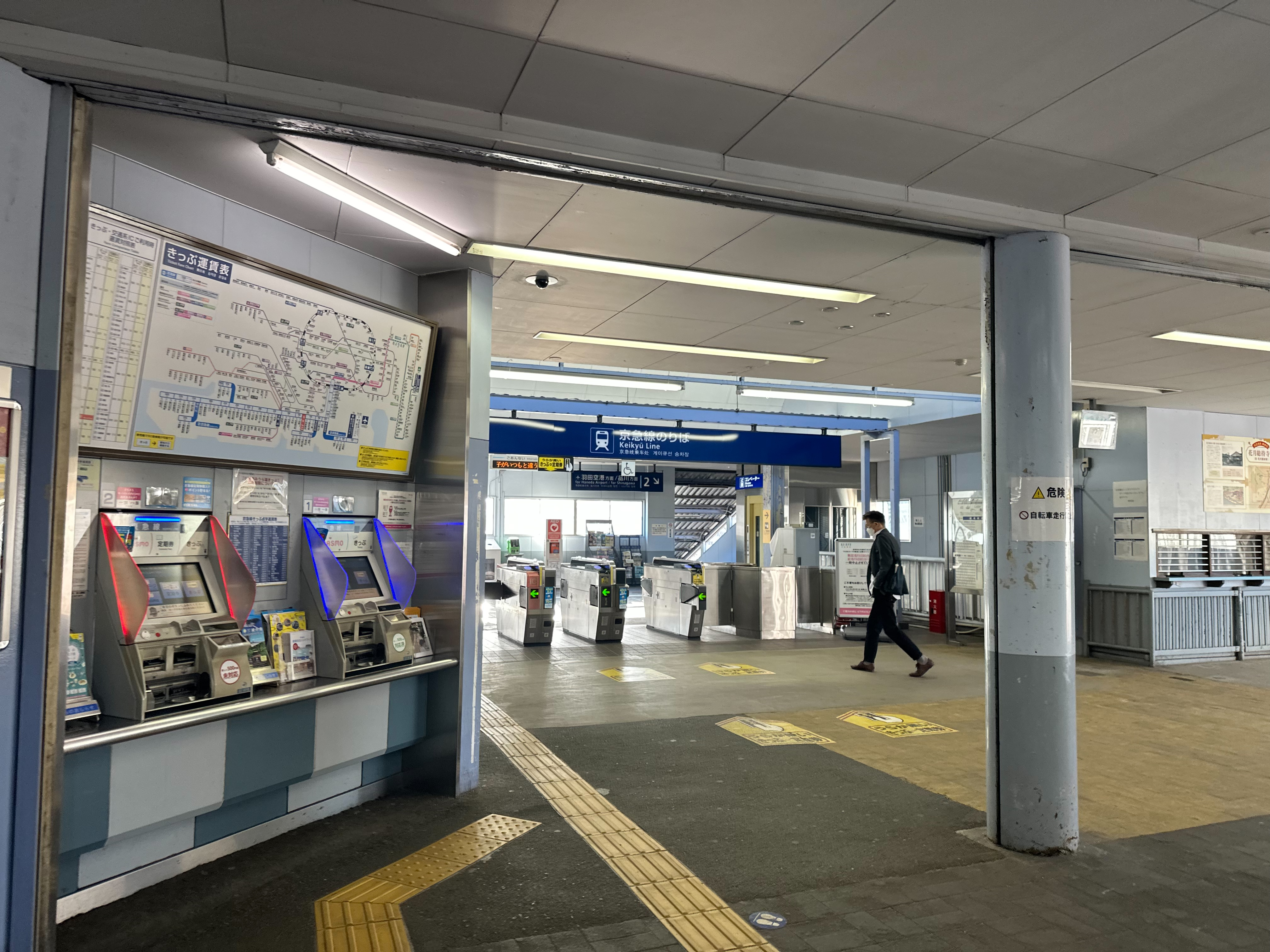
驗票口（2023年11月）

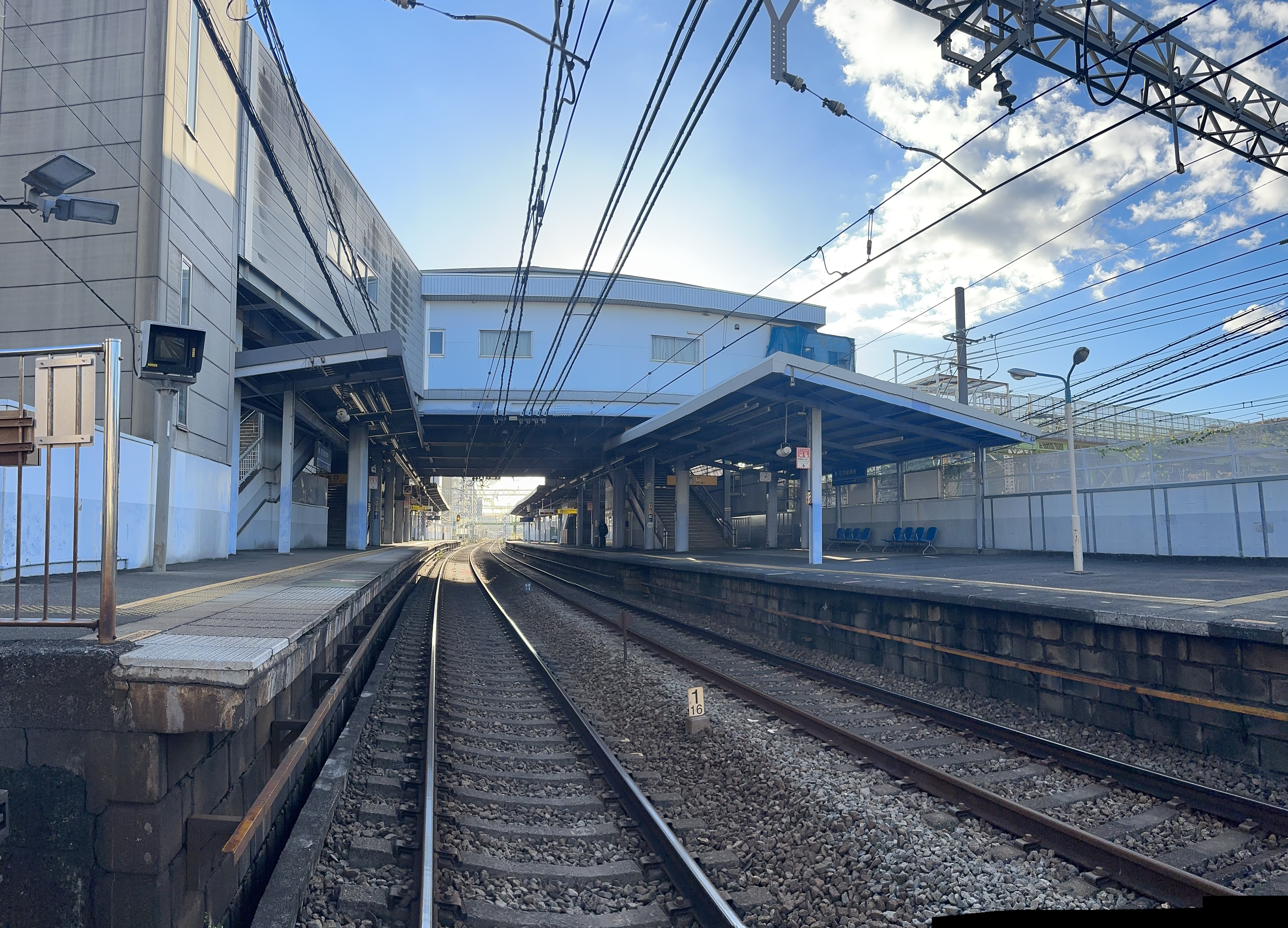
月台（2023年11月）

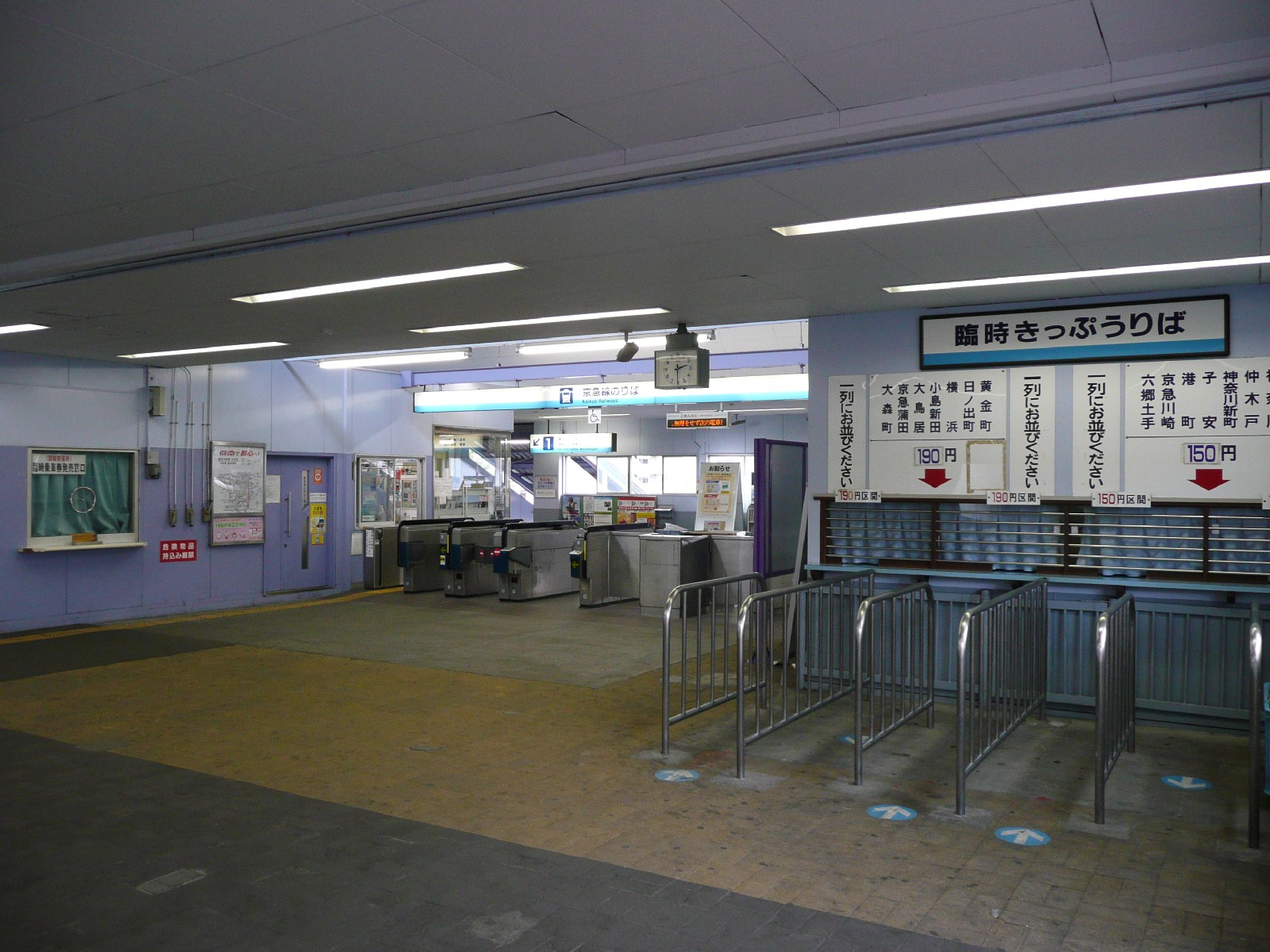
剪票口旁於競輪開賽日所開的特別售票處（2008年9月）

本站為側式月台2面2線地面車站。跨站式站房連結一座東西向的行人天橋。付費區大廳與各月台之間設有電梯。過去花月園競輪開賽日人潮擁擠，因此在當日會開設特別售票處因應，但隨著2010年3月結束比賽後，現在已不再使用。

### 月台配置
| 月台 | 路線 | 方向 | 目的地                           |
| ---- | ---- | ---- | -------------------------------- |
| 1    | 本線 | 下行 | 橫濱、上大岡、浦賀、三浦海岸方向 |
| 2    | 本線 | 上行 | 京急川崎、品川、新橋、淺草方向   |

## 使用情況
2015年度1日平均上下車人次為6,342人，在京急線全部72個車站當中排行第68位。花月園競輪場在2010年3月廢除後，2010年度以後客量有所減少。
近年1日平均上下車人次與上車人次變化如下表。
| 年度               | 1日平均 上下車人次 | 1日平均 上車人次 | 來源     |
| ------------------ | ------------------ | ---------------- | -------- |
| 1980年（昭和55年） |                    | 5,603            |          |
| 1981年（昭和56年） |                    | 5,493            |          |
| 1982年（昭和57年） |                    | 5,326            |          |
| 1983年（昭和58年） |                    | 5,150            |          |
| 1984年（昭和59年） |                    | 5,071            |          |
| 1985年（昭和60年） |                    | 5,175            |          |
| 1986年（昭和61年） |                    | 5,446            |          |
| 1987年（昭和62年） |                    | 5,454            |          |
| 1988年（昭和63年） |                    | 5,438            |          |
| 1989年（平成元年） |                    | 5,353            |          |
| 1990年（平成02年） |                    | 5,559            |          |
| 1991年（平成03年） |                    | 5,421            |          |
| 1992年（平成04年） |                    | 4,992            |          |
| 1993年（平成05年） |                    | 4,811            |          |
| 1994年（平成06年） |                    | 4,910            |          |
| 1995年（平成07年） |                    | 4,495            | [ * 1 ]  |
| 1996年（平成08年） |                    | 4,359            |          |
| 1997年（平成09年） |                    | 4,069            |          |
| 1998年（平成10年） |                    | 3,999            | [ * 2 ]  |
| 1999年（平成11年） |                    | 3,830            | [ * 3 ]  |
| 2000年（平成12年） | 7,499              | 3,814            | [ * 3 ]  |
| 2001年（平成13年） | 7,602              | 3,860            | [ * 4 ]  |
| 2002年（平成14年） | 7,767              | 3,945            | [ * 5 ]  |
| 2003年（平成15年） | 8,010              | 4,077            | [ * 6 ]  |
| 2004年（平成16年） | 7,977              | 4,086            | [ * 7 ]  |
| 2005年（平成17年） | 8,128              | 4,168            | [ * 8 ]  |
| 2006年（平成18年） | 8,238              | 4,184            | [ * 9 ]  |
| 2007年（平成19年） | 7,776              | 3,953            | [ * 10 ] |
| 2008年（平成20年） | 7,603              | 3,892            | [ * 11 ] |
| 2009年（平成21年） | 7,429              | 3,792            | [ * 12 ] |
| 2010年（平成22年） | 6,310              | 3,178            | [ * 13 ] |
| 2011年（平成23年） | 6,270              | 3,150            | [ * 14 ] |
| 2012年（平成24年） | 6,310              | 3,166            | [ * 15 ] |
| 2013年（平成25年） | 6,243              | 3,138            | [ * 16 ] |
| 2014年（平成26年） | 6,193              | 3,114            | [ * 17 ] |
| 2015年（平成27年） | 6,342              |                  |          |

## 車站周邊
- 花月園競輪場 - 2010年3月31日廢止
- 總持寺
- 國道站 - 東日本旅客鐵道（JR東日本）鶴見線
- 國道15號
- 橫濱市立橫濱Science frontier高等學校、附屬中學校（日语：横浜市立横浜サイエンスフロンティア高等学校・附属中学校）
- 生麥魚河岸通

### 巴士路線
以下路線由橫濱市營巴士運行。
- 生麥北町（國道15號步行3分） 
  - <17・181> 往鶴見站前
  - <18> 經鶴見站前往矢向站前
  - <17> 經L8泊位、流通中心、Skywalk（日语：横浜スカイウォーク）前往鶴見站前（各班次行經地有所不同。）
  - <181> 往橫濱砂糖的故鄉
  - <18> 往生麥

- 東福寺前（花月園競輪場側步行歩3分）
  - <38・41> 往鶴見站西口
  - <38> 經東高校（日语：横浜市立東高等学校）前、東神奈川站西口往橫濱站西口（僅平日早晚班次往東神奈川站西口。）
  - <38> 經新子安站西口、東神奈川站西口往橫濱站西口（僅白天班次。）
  - <38> 荒立、飯山循環往鶴見站西口
  - <41> 經東高校前、菊名站前往港北車庫前、新橫濱站前
  - <41> 經東高校前、菊名站前往川向町折返場

## 站名由來
站名來自1914年開園的花月園遊園地（1946年閉園，之後改為花月園競輪場）。

## 花月園站前平交道

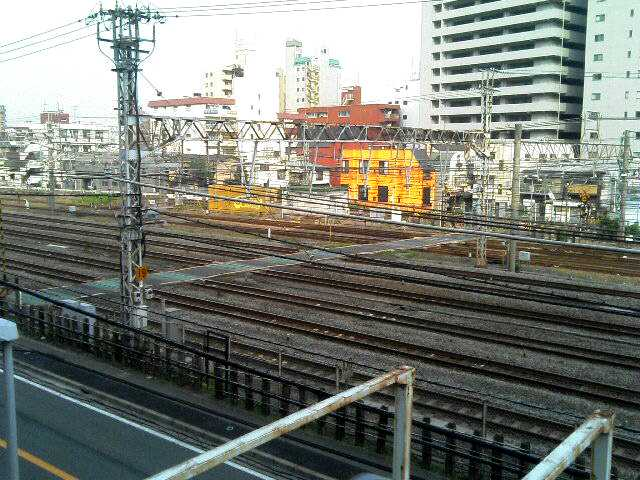
花月園站前平交道（2006年8月）

站前北側的平交道，其長度僅次於已廢止的總持寺平交道，平交道從西側起分別為橫須賀線、京濱東北線、東海道本線、東海道貨物線、京急本線的線路，是著名的打不開的平交道。京急的平交道之所以與JR分離，是因為在地面車站時代，本站的上行月台站房就在當時國鐵與京急的平交道之間所導致。本站興建跨站式站房時已另外興建行人天橋供民眾使用，但平交道至今仍未廢除。

## 相鄰車站
京濱急行電鐵
 本線
□早晨翼號、□京急翼號、■快特、■快特（金澤文庫站以南為特急）、■特急、■機場急行
通過
■普通
京急鶴見（KK29）－花月總持寺（KK30）－生麥（KK31）

## 外部連結
- 花月總持寺站（各站資訊） - 京濱急行電鐵